# Бугайцов Сергій Васильович
Сергі́й Васи́льович Бугайцо́в — старший сержант Збройних сил України.

## Короткий життєпис
У ЗСУ з 1996 року — строкова служба, продовжив за контрактом. 2004 — учасник миротворчої місії в Іраку, 2010-го — у Ліберії. Батько та чоловік.
Під час війни на сході України брав участь у боях за Луганський аеропорт, липень-серпень 2014-го, 128-а окрема гірсько-піхотна бригада.

## Нагороди
За особисту мужність і героїзм, виявлені у захисті державного суверенітету та територіальної цілісності України, вірність військовій присязі під час російсько-української війни, відзначений — нагороджений
- 27 червня 2015 року — орденом «За мужність» III ступеня.